# Арон Піпер
Аро́н Ху́ліо Мануе́ль Пі́пер Барбе́ро (ісп. Arón Julio Manuel Piper Barbero, нар. 29 березня 1997, Берлін, Німеччина) — іспансько-німецький актор. Став відомим широкій аудиторії завдяки ролі Андера в іспанському серіалі «Еліта» від Netflix. Також відомий як співак та модель.

## Життя та кар'єра
Арон Піпер народився 29 березня 1997 року у Берліні в міжнаціональній родині: його тато — німець, за професією кіноредактор, а мама — іспанка, лікар-гомеопат. Познайомилися батьки в Іспанії, а згодом вони переїхали до Берліна, де й народився Арон Піпер. У Німеччині він прожив зі своєю родиною перші п'ять років життя. Потім родина переїхала на батьківщину матері в іспанську Барселону, де проживали понад рік. Згодом вони зрештою оселилися у містечку Ґарроча (Провінція Жирона, Каталонія) і там Арон провів своє дитинство з 6 до 12 років. Там він вивчив каталонську мову.  Потім сім'я знову змінила місце проживання, й у віці 13 років Піпер переїхав до міста Авілес, що сильно засмутило його. У підлітковому віці, за його словами, мав проблеми з наркотиками, які успішно подолав. 
У 17 років переїжджає до Мадрида. Ще навчаючись у школі, Піпер знімається в кількох фільмах і телешоу. Адже ще змалку просив батька знайти йому короткометражний фільм, в якому він міг би знятися, позаяк хотів зробити щось у галузі акторської майстерності. Й батько знайшов йому можливість зніматися у студентських короткометражних фільмах, де він брав різні ролі. Сам актор про себе говорив так: «З дитинства я знав, що мені подобається грати. Я завжди одягався, і коли був на одинці, я грав дуже смішну роль».
У 2011 році зіграв свою першу роль в іспанському фільмі «Мактуб». За словами самого актора, почав займатися музикою, ще у 12 років, однак до широкої популярності ніде її не публікував. У 2014 році був номінований на іспанську кінопремію Гоя за роботу над музикою до фільму «15 років та один день» («ісп. 15 años y un día»), в якому зіграв одну з головних ролей.
З 2018 по 2021 рік Арон Піпер брав участь у зніманнях іспанського молодіжного оригінального серіалу від Netflix «Еліта», де зіграв свою найвідомішу на сьогодні роль Андера Муньоса. Ця роль принесла йому світову популярність. Наприкінці 2020 року зіграв роль у мінісеріалі «Безлад після тебе», також створеному на замовлення Netflix.
Крім акторської майстерності, Піпер займається музикою, а також продюсує власні пісні. Музичні кліпи та сингли виходять під ім'ям ARON . Його сингл «Sigo», який він написав і спродюсував разом з музикантами Moonkey та Mygal, вийшов у 2020 році. У 2021 році він випускає свій перший мініальбом «Nieve». 
Арон Піпер також є моделлю, адже окрім музики та фільмів, він часто бере участь у фотосесіях та фільмуваннях відомих світових брендів одягу, зокрема Lacoste. Саме в одязі від цього бренду актора частіше помічали на світлинах його акаунту в Instagram та в серіалі «Еліта».

### Особисте життя
Окрім іспанської та німецької мов, Піпер також володіє англійською та каталонською. 
Арон Піпер має не одне татуювання на тілі: біля шиї у нього витатуйовані сонце та місяць, а також існують кілька тату на руках і на нозі. Після виходу серіалу «Еліта» кількість підписників актора в мережі Instagram збільшилася у кілька разів. І станом на початок 2022 року становила понад 14 мільйонів.
У листопаді 2021 підтвердилися стосунки Арона Піпера з іспанською моделлю та підприємицею Хессікою Гойкоечеа.
Наразі актор проживає в Мадриді (район Chamberí), де має власну квартиру.

## Фільмографія

### Фільми
| Рік  | Назва                                                                         | Роль           | Примітки         |
| ---- | ----------------------------------------------------------------------------- | -------------- | ---------------- |
| 2004 | The Gunman (укр. Стрілок)                                                     |                |                  |
| 2011 | Мактуб                                                                        | Іньякі         |                  |
| 2012 | Fracaso Escolar (укр. Шкільна невдача)                                        | Дитина         | Короткометражний |
| 2012 | Only When I Have Nothing to Eat (укр. Тільки тоді, коли мені немає чого їсти) | Енді           | Короткометражний |
| 2013 | 15 años y un día (укр. 15 років і один день)                                  | Хон            |                  |
| 2016 | La corona partida (укр. Розбита корона)                                       | Фердинанд I    |                  |
| 2018 | Un minuto (укр. Хвилина)                                                      | Хлопець        | Короткометражний |
| 2019 | Los Rodríguez y el más allá (укр. Родрігес й потойбіччя)                      | Хакобо         |                  |
| 2021 | Érase una vez en Euskadi (укр. Одного разу в Евскаді)                         | Мазераті       |                  |
| 2022 | Код: Імператор (ісп. Código emperador)                                        | Фернандо       | [ 13 ]           |
| 2023 | Безмовний (ісп. El silencio)                                                  | Серхіо         | [ 15 ]           |
| 2023 | Саєн (ісп. Sayen)                                                             | Антоніо Торрес |                  |
| 2023 | Фатум (ісп. Fatum)                                                            | Алехо          |                  |

### Телебачення
| Рік       | Назва                               | Роль                 | Канал   | Примітки    |
| --------- | ----------------------------------- | -------------------- | ------- | ----------- |
| 2016      | Centro médico (укр. Медичний центр) | Рубен Сантос         | La 1    | 1 епізод    |
| 2017      | Centro médico (укр. Медичний центр) | Адріан Муріан Гарсія | La 1    | 1 епізод    |
| 2018–2021 | Еліта                               | Андер Муньос         | Netflix | 32 епізоди  |
| 2019      | Derecho a soñar (укр. Право мріяти) | Луїс Рохас           | La 1    | 28 епізодів |
| 2020      | Безлад після тебе                   | Яго Ноґейра          | Netflix | 8 епізодів  |
| 2021      | Еліта: короткі історії              | Андер Муньос         | Netflix | 3 епізоди   |

## Дискографія

### Альбоми
- «Nieve» (укр. Сніг) (2021);
- «Ojalá» (укр. Сподіваюсь) (2022);
- «En tus sueños (Vol. 1)» (укр. У твоїх снах (том 1)) (2023).

### Сингли
- «15 años y un día» оригінальний саундтрек до фільму «15 років і один день»" (2013);
- «Sigo» разом з Moonkey та Mygal (2020);
- «Prendiendo fuego» разом з  Soleá Morente та Maximiliano Calvo (2020);
- «Nieve» (2021);
- «Plastilina» разом з Jesse Baez (2021);
- «Cu4tro» разом з Pablo Chill-e та Polimá Westcoast (2021);
- «Mufasa» продюсування Iseekarlo (2021);
- «Me Reces» продюсування Mygal (2021);
- «London Calling» режисура Martin Rietti (2022) [16].

## Нагороди та номінації
| Рік  | Премія       | Номінації                   | Робота                                           | Результат |
| ---- | ------------ | --------------------------- | ------------------------------------------------ | --------- |
| 2014 | Премія Гойя  | «Краща оригінальна пісня»   | «15 años y un día» (укр. «15 років і один день») | Номінація |
| 2021 | Срібні кадри | «Кращий телевізійний актор» | «Еліта»                                          | Номінація |